# Nossa Senhora da Conceição (Alandroal)
Nossa Senhora da Conceição (llamada oficialmente Alandroal (Nossa Senhora da Conceiçao)) era una freguesia portuguesa del municipio de Alandroal, distrito de Évora.

## Historia
Fue suprimida el 28 de enero  de 2013, en aplicación de una resolución de la Asamblea de la República portuguesa promulgada el 16 de enero de 2013 al unirse con las freguesias de Juromenha y São Brás dos Matos, formando la nueva freguesia de Alandroal, São Brás dos Matos e Juromenha.